# Баялска афера
Баялската афера е провал на ВМОРО от началото на 1901 година, който, съчетан с предхождащата я Солунска афера от януари, нанася силен удар върху структурите на организацията в Гевгелийско, Тиквешко, Дойранско и Солунско.

## Причини
На 4 февруари четата на войводата на ВМОРО Христо Чернопеев отсяда в село Баялци, но е разкрита и е обградена от редовна войска от Гевгели и башибозук от съседното българо-турско село Ореховица и албански овчари. При излизането на четата от селото избухва сражение, в което загиват трима милиционери от Баялци - Лазар Андонов Грушев, Христо и Тано Йовови, както и седем четници, между които и Мицо Делчев, а Стефан Стойчев от Карлово е тежко ранен, пленен и умира в Гевгели. Според Ангел Динев разкриването на четата става от страна на гъркоманина Гоно Рибаров от Мачуково.

## Разкрития
Още на 5 февруари в Баялци са арестувани и инквизирани дейците на ВМОРО учителят Георги Каракабаков от Стояково, Андон Георгиев Грушев, поп Христо Костов Шумаров, Гоно Арабаджиев, Мицо Арабаджията, Петър Дельов Попов и Гоно Костадинов Грушев. Всички са откарани в Гевгели, после в Еди куле, а по-сетне са заточени в Бодрум кале.
Гевгелийският околийски ръководител учителят Аргир Манасиев, заедно с учителите Григор Тотев и Ташко Мицев, са принудени да станат нелегални и да се присъединят към четата на Кръстьо Българията и Михаил Герджиков, която се намира в Конско. От Богданци забягват Гоно Ванев, Дельо Калъчев и Мицо Донин Кадията, от Мачуково - Христо Янков Лазаров, Леонид Янков, Мито Стоянов Думчев и Дзафо Макаресов, а от Конско – Трайко Димов Шушков.
В селата Баялци, Мачуково, Стояково, Богданци, Гявато, Шльопинци, Сехово, Конско, Серменин, Петрово, Миравци, Смоквица и в град Гевгели са заловени и изтезавани почти всички дейци на организацията. От изтезаваните 51 души, умират двама.
Във Воденско пострадват 45 души. В Кукушко в град Кукуш и четири села – Морарци, Калиново, Гавалянци и Крецово са арестувани и изтезавани 45 души, от които двама умират, двама са осакатени, а Христо Хаджипопов полудява. В Тиквешко пострадват девет села. Един човек от Ресава и двама от Мързен Ораовец умират при мъченията, един от Барово се самоубива, а Александър Станоев в Неготино прави неуспешен опит за самоубийство.
В Радовишко също пострадват няколко села. В Мемоара на ВМОРО пише:
| „ | Така: на М. Дураковъ отъ с. Инево изпотрошиха всички зѫби, заклаха Хр. Василевъ, отъ с. Вращица, а снаха му гола съблѣкоха и изтезаваха...; на Хр. Митевъ отъ сѫщото село съ тулумба вкараха презъ anus-а гореща вода...; Петра Здравковъ отъ с. Габеръ съ бръсначъ рѣзаха по тѣлото и въ отворенитѣ рани забождаха остри клечки... | “ |

Изтезанията траят от 30 март до 16 април. Арестувани са 82 души от селата и шестима от града Радовиш, начело с главния учител Кралев (загинал по-късно като четник в 1903 г.). Мнозина от тях са откарани в Скопие и осъдени. Аферата засяга близо 2000 души.